# Atletica leggera ai Giochi della XXIII Olimpiade - 1500 metri piani maschili

Video della Finale

I 1500 metri piani hanno fatto parte del programma maschile di atletica leggera ai Giochi della XXIII Olimpiade. La competizione si è svolta nei giorni 9-11 agosto 1984 al «Memorial Coliseum» di Los Angeles.

## Presenze ed assenze dei campioni in carica
| Competizione      | Atleta             | Prestazione | Los Angeles 1984 |
| ----------------- | ------------------ | ----------- | ---------------- |
| Olimpiadi 1980    | Sebastian Coe      | 3'38”40     | Presente         |
| Commonwealth 1982 | Steve Cram         | 3'42”37     | Presente         |
| Europei 1982      | Steve Cram         | 3'36”49     | Presente         |
| Asiatici 1982     | Falah Naji         | 3'43”49     | Assente          |
| Panamericani 1983 | Agberto Guimarães  | 3'42”91     | Presente         |
| Africani 1982     | Kipkoech Cheruiyot | 3'42”20     | Presente         |
| Mondiali 1983     | Steve Cram         | 3'41”59     | Presente         |

1. ↑  Sotto la bandiera della Gran Bretagna.
2. ↑  L'Iraq portò ai Giochi solo il pugile Abbas Zaghayer.

## Turni eliminatori
| 6 Batterie   | 9 agosto  | 54 partenti    | Si qualificano i primi 3 + i 4 migliori tempi. |
| 2 Semifinali | 10 agosto | 11 + 11        | Si qualificano i primi 5 + i 2 migliori tempi. |
| Finale       | 11 agosto | 12 concorrenti |                                                |

## Finale
È la rivincita di Mosca 1980, quando il britannico Steve Ovett (all'epoca primatista mondiale) fu battuto dal connazionale Sebastian Coe (specialista degli 800 metri). Coe però deve guardarsi anche dall'altro connazionale Steve Cram, che l'anno prima ha vinto il titolo mondiale.

A Los Angeles Coe si è presentato in gran forma: ha appena "rivinto" l'argento sugli 800 dietro il formidabile brasiliano Cruz (che ha rinunciato all'ultimo momento ai 1500). Ovett invece è arrivato ultimo accusando difficoltà respiratorie. Contro il parere dei medici il britannico si ripresenta ai nastri di partenza.

A due giri dalla fine lo spagnolo Abascal si pone in testa al gruppo. Al suono della campanella accelera il ritmo, ma Coe e Cram lo seguono come un'ombra. A 200 metri dalla fine Cram accenna uno scatto, ma Coe lo batte sul tempo e fa partire la volata. Vince d'autorità con il nuovo record olimpico; Cram è secondo; Abascal resiste al ritorno del keniota Chesire e vince il bronzo.

Steve Ovett invece ha chiesto troppo al suo fisico e dà forfait all'ultimo giro.
| Pos | Paese         | Atleta              | Tempo       |
| --- | ------------- | ------------------- | ----------- |
|     | Gran Bretagna | Sebastian Coe       | 3'32”53 min |
|     | Gran Bretagna | Steve Cram          | 3'33”40 min |
|     | Spagna        | José Manuel Abascal | 3'34”30 min |